# Massospondylus
Massospondylus és un gènere de dinosaure prosauròpode que podia desplaçar-se a 2 o 4 potes. Feia entre 4 i 6 metres de longitud. També fou un dels primers dinosaures herbívors que visqué a Sud-àfrica, on hi havia vegetació abundant. Richard Owen fou el paleontòleg que descrigué Massospondylus.